# Lisovîci, Vîșhorod
Lisovîci (în ucraineană Лісовичі) este un sat în comuna Lîtvînivka din raionul Vîșhorod, regiunea Kiev, Ucraina.

## Demografie
Componența lingvistică a localității Lisovîci
     Ucraineană (98,26%)
     Belarusă (1,05%)
     Alte limbi (0,7%)
Conform recensământului din 2001, majoritatea populației localității Lisovîci era vorbitoare de ucraineană (98,26%), existând în minoritate și vorbitori de belarusă (1,05%).